# 4565 Grossman
A 4565 Grossman (ideiglenes jelöléssel 1981 EZ17) a Naprendszer kisbolygóövében található aszteroida. Schelte J. Bus fedezte fel 1981. március 2-án.